# Self Made Vol. 3
Self Made Vol. 3 – trzeci kompilacja z serii Self Made amerykańskiej wytwórni Maybach Music Group. Światowa premiera odbyła się 17 września 2013 roku. Wydawnictwo ukazało się nakładem wytwórni Maybach Music Group oraz Atlantic Records. Tak jak przy poprzednich kompilacjach, tak i tu występują artyści MMG: Rick Ross, Meek Mill, Wale, Stalley, French Montana, Omarion, Rockie Fresh, Gunplay, Young Breed i Torch. Natomiast wśród gości pojawili się Yo Gotti, Lil Boosie, Birdman, J. Cole, Fabolous, Pusha T, Hit-Boy i Lupe Fiasco oraz wielu innych.
Album zadebiutował na 4. miejscu amerykańskiej listy sprzedaży Billboard 200 z wynikiem 50 000 egzemplarzy w pierwszym tygodniu. W drugim i trzecim tygodniu sprzedaż wyniosła kolejno 16 000 i 8 000 sztuk.

## Lista utworów
| Nr  | Tytuł utworu                                                                 | Producent                     | Długość |
| --- | ---------------------------------------------------------------------------- | ----------------------------- | ------- |
| 1.  | „Lil Snupe Intro” (Lil Snupe)                                                | Lil Lee                       | 2:27    |
| 2.  | „Gallardo” (Gunplay gości. Rick Ross & Yo Gotti)                             | Aone Beats                    | 5:37    |
| 3.  | „The Plug” (Meek Mill gości. Omelly & Young Breed)                           | D. Rich                       | 4:02    |
| 4.  | „Levels” (Meek Mill)                                                         | Cardo                         | 4:00    |
| 5.  | „Lay It Down” (Rick Ross gości. Young Breed & Lil Boosie)                    | Schife, DJ OhZee, Brian Nunez | 3:33    |
| 6.  | „Stack on My Belt” (Rick Ross gości. Wale, Whole Slab & Birdman)             | Beat Billionaire              | 4:52    |
| 7.  | „Black Grammys” (Wale gości. Rockie Fresh, Meek Mill & J. Cole)              | Tone P                        | 5:42    |
| 8.  | „Coupes & Roses” (Stalley)                                                   | Kebu, Childish Major          | 3:49    |
| 9.  | „Know You Better” (Omarion gości. Fabolous & Pusha T)                        | Rock City, The CoCaptains     | 4:50    |
| 10. | „Say Don't Go” (Omarion)                                                     | John "$K" McGee               | 4:09    |
| 11. | „What Ya Used To” (Rockie Fresh gości. Hit-Boy)                              | Hit-Boy                       | 4:00    |
| 12. | „The Great Americans” (Rick Ross gości. Gunplay, Rockie Fresh & Fabolous)    | Jake One, Swish               | 4:10    |
| 13. | „Kilo” (Meek Mill gości. Louie V Gutta, French Montana & Yo Gotti)           | DJ Spinz                      | 4:22    |
| 14. | „Poor Decisions” (Wale gości. Lupe Fiasco & Rick Ross)                       | Jake One, Swish               | 5:06    |
| 15. | „Bout That Life” (Meek Mill gości. French Montana, K Kutta, Torch & Iceberg) | The MeKanics                  | 6:15    |
| 16. | „God Is Great” (Rockie Fresh)                                                | Boi-1da, The Maven Boys       | 3:40    |
|     |                                                                              |                               | 1:10:34 |

| Edycja Best Buy (dodatkowe utwory) | Edycja Best Buy (dodatkowe utwory)                   | Edycja Best Buy (dodatkowe utwory) | Edycja Best Buy (dodatkowe utwory) |
| Nr                                 | Tytuł utworu                                         | Producent                          | Długość                            |
| ---------------------------------- | ---------------------------------------------------- | ---------------------------------- | ---------------------------------- |
| 1.                                 | „My Man” (Rick Ross gości. Meek Mill & Rockie Fresh) | The Underclassmen                  | 4:30                               |
| 2.                                 | „Paris” (Stalley gości. Omarion & Rockie Fresh)      | Soundtrakk                         | 4:00                               |